# Roorkee

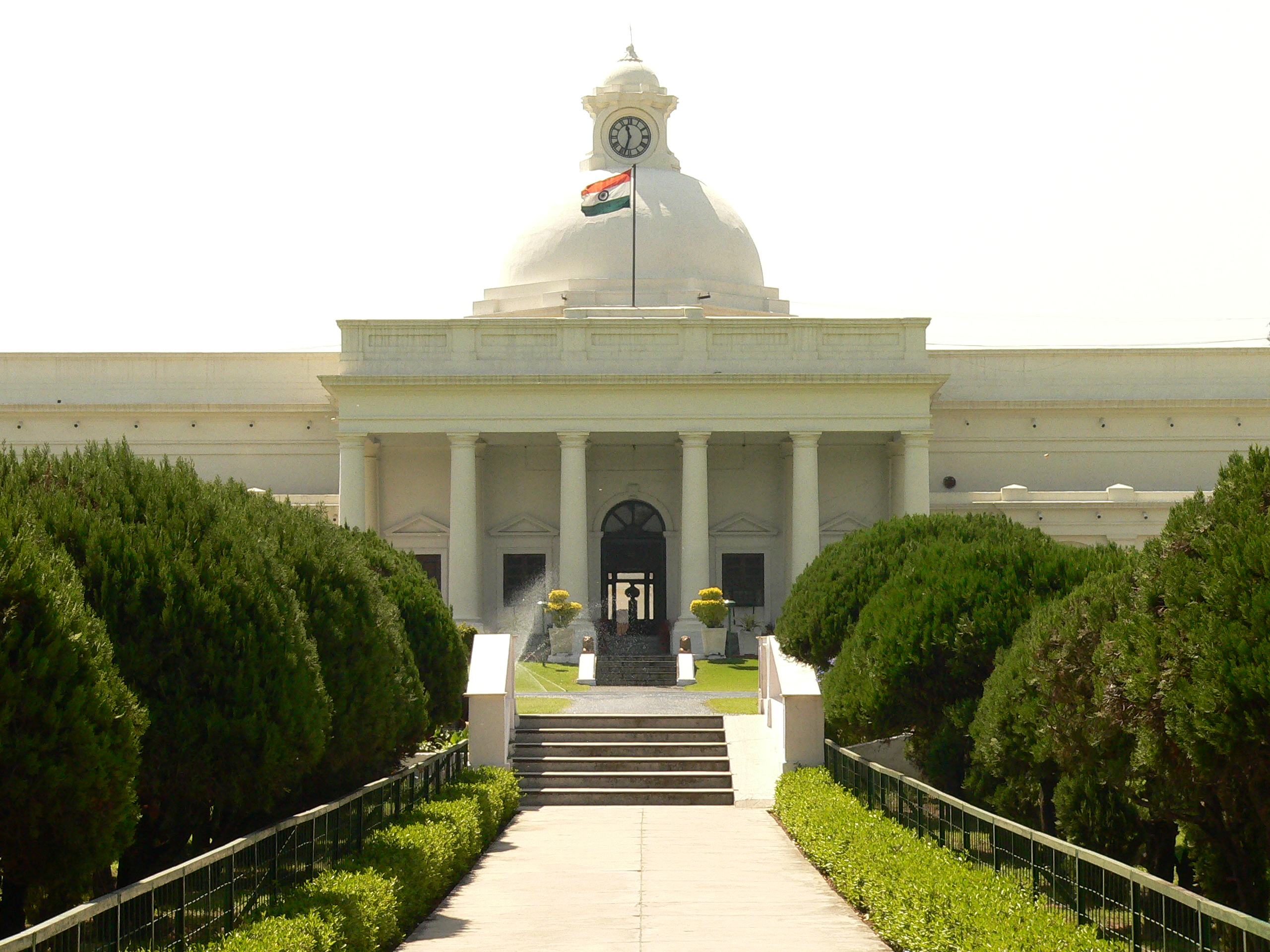
Huvudbyggnad för Indian Institute of Technology Roorkee (ett utbildningsinstitut).

Roorkee är en stad i den indiska delstaten Uttarakhand. Folkmängden uppgick till 118 200 invånare vid folkräkningen 2011, med förorter 238 422 invånare. Roorkee tillhör distriktet Hardwar och är administrativ huvudort för en tehsil (en kommunliknande enhet) med samma namn som staden. I Roorkee finns ett campus av Indiens teknologiska institut. Institutet är även Indiens äldsta tekniska högskola. I staden finns bland annat ett universitet.